# Begwary
Begwary – osada w Anglii, w hrabstwie ceremonialnym Bedfordshire, w dystrykcie (unitary authority) Bedford. Leży 11 km na północny wschód od centrum miasta Bedford i 80 km na północ od centrum Londynu.